# Empis carbonaria
Empis carbonaria är en tvåvingeart som beskrevs av Enrico Adelelmo Brunetti 1913. Empis carbonaria ingår i släktet Empis och familjen dansflugor.
Artens utbredningsområde är Sri Lanka. Inga underarter finns listade i Catalogue of Life.